# Trichopilia undulatissima
Trichopilia undulatissima är en orkidéart som beskrevs av David Edward Bennett och Eric Alston Christenson. Trichopilia undulatissima ingår i släktet Trichopilia och familjen orkidéer.
Artens utbredningsområde är Peru. Inga underarter finns listade i Catalogue of Life.